# Rajnil Chand
Rajnil Ritesh Chand (1º dicembre 1984) è un calciatore figiano, centrocampista del Navua.

## Carriera

### Nazionale
Ha debuttato in Nazionale il 6 settembre 2008, in Figi-Vanuatu (2-0). Ha partecipato, con la Nazionale, alla Coppa delle nazioni oceaniane 2008. Ha collezionato in totale, con la maglia della Nazionale, due presenze.